# Dr. Feelgood (canción)
«Dr. Feelgood» es una canción de la banda norteamericana de heavy metal Mötley Crüe. Fue lanzado como el primer sencillo y es el tema que da título a su quinto álbum. A pesar de que es la canción principal, algunas versiones del álbum no la incluía, como la edición de Corea. La canción es acerca de un traficante de drogas llamado Jimmy que se ocupa de ofrecer la cocaína a los mexicanos en Hollywood. La canción está afinada 1 tono abajo de la afinación Standard (EADGBE), es decir está afinada en Re (DGCFAD)

## Posiciones
Lanzado en 1989 como el primer sencillo del álbum, "Dr. Feelgood" se convirtió en el primer American Top Ten Hit de Mötley Crüe, alcanzando el puesto #6 en el Billboard Hot 100 el 28 de octubre de 1989. Es la más alta posición de sus sencillos hasta la fecha. En noviembre de 1989, el sencillo fue certificado oro por la RIAA por más de 500.000 unidades vendidas en los Estados Unidos.

## Premios
"Dr. Feelgood" es el único sencillo de oro de Mötley Crüe en los Estados Unidos. En 2009, se clasificó como la 15.ª mejor canción de hard rock de todos los tiempos por VH1.

## Otras versiones
Una demo de la canción fue lanzada en la edición de 2003 del álbum de Crucial Crüe, que fue cantada desde el punto de vista de Dr. Feelgood, es decir, en primera persona en lugar de tercera. Otra versión, diferente de la canción apareció en la película Highlander: The Final Dimension.

## Apariciones
- Una versión de "Dr. Feelgood", fue realizada por el grupo de rap 2 Live Crew en la banda sonora de la película, Hangin' with the Homeboys de (1991).
- "Weird Al" Yankovic hizo un cover de la canción para su mezcla polka "Polka Your Eyes Out" de su álbum de 1992 Off the Deep End.
- Esta canción aparece en el videojuego Brütal Legend, elegido a dedo por Tim Schafer, el diseñador del juego.
- La banda tocó la canción en vivo en un episodio de la serie de Fox, Bones en 2009.

## Personal
- Vince Neil - voz
- Mick Mars - Guitarra, coros
- Nikki Sixx - Bajo, coros
- Tommy Lee - Batería, coros

Nikki Sixx el bajista del grupo escribió esta canción acerca de la sobredosis de heroína en la cual fue declarado muerto antes de ser reanimado por dos inyecciones de adrenalina directamente clavadas al corazón.